# Richard Mühe

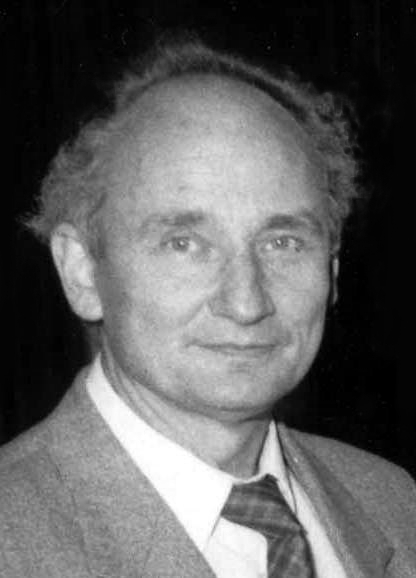
Richard Mühe (um 1985)

Richard Mühe (* 1929 in Lamspringe; † 10. Januar 2009) war ein deutscher Uhrmacher, Technikhistoriker und Physiker. Er war Direktor des Deutschen Uhrenmuseums.

## Leben
Mühe besuchte bis 1947 das Gymnasium in Hildesheim. Nach einer Ausbildung als Uhrmacher und Optiker begann er mit dem Studium der Physik, Mathematik, Astronomie und Chemie an der Technischen Universität Braunschweig. Nach seiner Diplomarbeit über elektronische Uhrenmesstechnik und einer Tätigkeit an der Physikalisch-Technischen Bundesanstalt in Braunschweig kam er im März 1961 als Dozent an die Ingenieurschule in Furtwangen, einem Zweig der Uhrmacherschule Furtwangen, und half, die dortige historische Uhrensammlung, das Deutsche Uhrenmuseum, zu betreuen. Nach dem Abschluss seiner Promotion erhielt er eine Professur für Physik, im selben Jahr wurde ihm auch die Leitung der historischen Uhrensammlung übertragen. Die Leitung lag damit „erstmals in den Händen eines speziell für die Sammlung zuständigen Experten“.
In den Jahren 1981 bis 1999 war er Präsident der Deutschen Gesellschaft für Chronometrie.
Bis zu seinem Ausscheiden aus dem Dienst der Fachhochschule im August 1996 und der Niederlegung der Museumsleitung formte er unter anderem mit dem Erwerb der Hellmut-Kienzle-Sammlung 1975 und dem Neubau 1992 des Uhrenmuseums „zu einem zukunftsorientierten Spezialmuseum“.

## Schriften (Auswahl)
- mit Helmut Kahlert: Was die Armbanduhr der Taschenuhr verdankt. In: Uhren Magazin. Heft 5, 1994, S. 92–100.
- Das Deutsche Uhrenmuseum: eine Einführung in die Ausstellung. Dt. Uhrenmuseum, Furtwangen 1992.
- Armbanduhren. In: Das Deutsche Uhrenmuseum. Furtwangen 1992, S. 104–108.
- Wecker/Deutsches Uhrenmuseum Furtwangen. Callwey, München 1991, ISBN 3-7667-1000-1 (mit Helmut Kahlert, Beatrice Techen).
- Armbanduhren: 100 Jahre Entwicklungsgeschichte. 1983; 5., erweiterte Auflage. Callwey, München 1996, ISBN 3-7667-1241-1 (mit Helmut Kahlert und Gisbert L. Brunner).
- mit Horand M. Vogel: Alte Uhren. Ein Handbuch europäischer Tischuhren Wanduhren und Bodenstanduhren. Georg D.W. Callwey, München 1976 und öfter.